# Kanton Aigrefeuille-sur-Maine
Aigrefeuille-sur-Maine is een voormalig kanton van het Franse departement Loire-Atlantique. Het kanton maakte deel uit van het arrondissement Nantes.

## Geschiedenis
Het kanton werd op 22 maart 2015 opgeheven bij toepassing van het decreet van 25 februari 2014. De gemeenten Le Bignon, Geneston en Montbert werden opgenomen in het kanton Saint-Philbert-de-Grand-Lieu en de overige gemeenten in het kanton Clisson.

## Gemeenten
Het kanton Aigrefeuille-sur-Maine omvatte de volgende gemeenten:
- Aigrefeuille-sur-Maine (hoofdplaats)
- Le Bignon
- Geneston
- Maisdon-sur-Sèvre
- Montbert
- La Planche
- Remouillé
- Vieillevigne